# 多格浅滩
54°43′N 2°46′E / 54.717°N 2.767°E

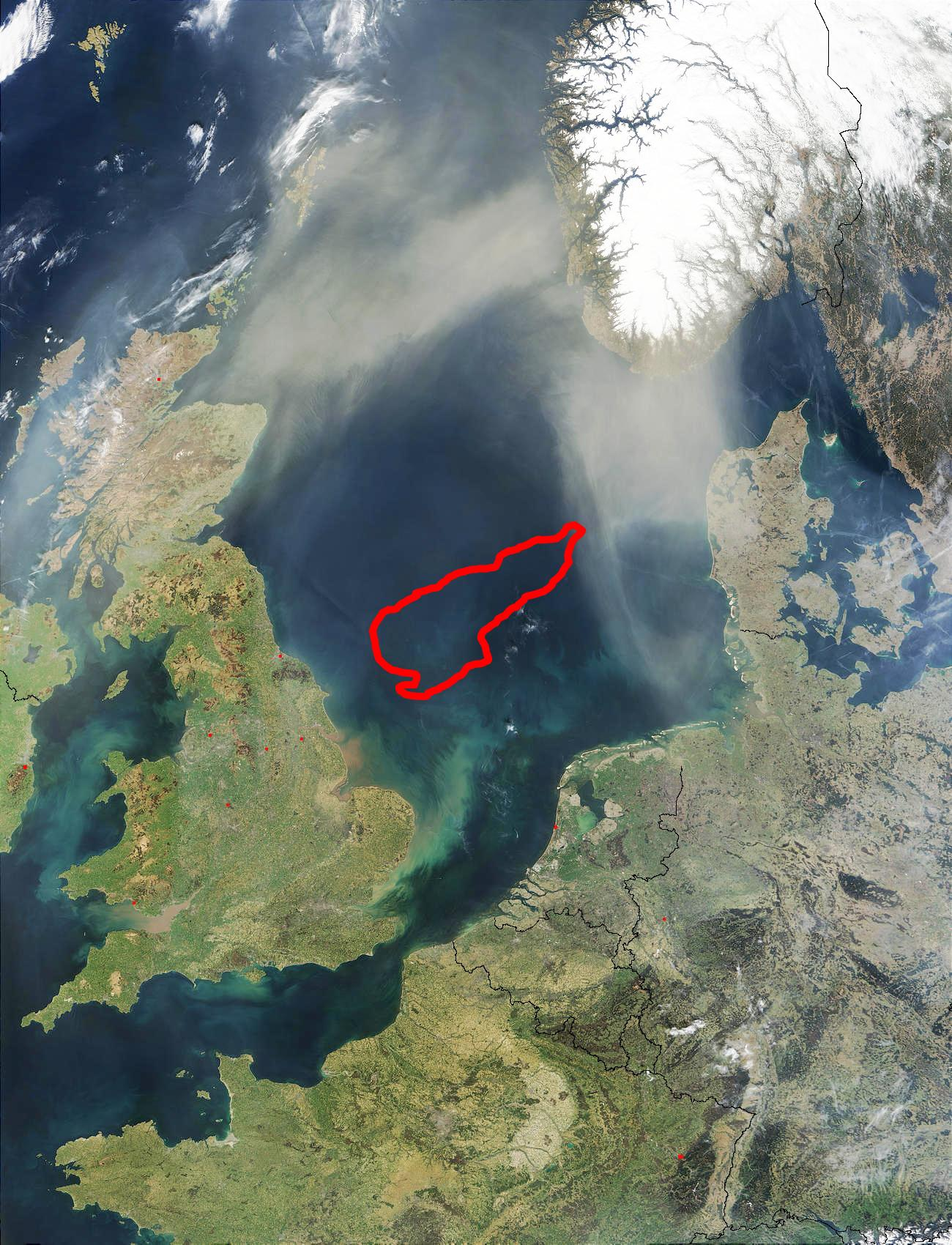
多格滩的轮廓（红色）

多格滩（英語：Dogger Bank，荷兰语：Doggersbank，德语：Doggerbank，丹麦语：Doggerbanke）是北海上的一个大型沙洲，距離英格兰东海岸约100公里。
多格滩是一个有著豐富魚類資源的渔场，它的名字来自于中世纪荷兰的渔船--"多格"，它是一種专门用于捕捞鱈魚的渔船。